# Can Balcells
|  | Per a altres significats, vegeu «Can Balcells (Alella)». |

Can Balcells, Cal Xicarrot o Cal Jan és una casa al bell mig de la vila de l'Arboç protegida com a bé cultural d'interès local. És una de les cases més antigues de la vila. Tota ella és de pedra i data del segle xvii. Hi visqué el Vell Miquel, gran col·leccionista de pipes, que les exhibia canviant diàriament de pipa de fumar.
Edifici de quatre plantes que s'estén des del Carrer Major al Carrer de Sant Julià. Els baixos presenten dues portes de llinda de diferent mida. El pis noble consta d'una gran balconada que recorre tota la façana, amb base d'angles arrodonits, una barana de ferro i dues portes balconeres amb llinda. Damunt es pot veure la data de 1625. La segona planta presenta dues finestres rectangulars de llinda i una petita base enganxada a una cornisa que s'estén per tota la façana. Les golfes, separades mitjançant una cornisa, presenten una galeria oberta on podem veure amb detall l'embigat de fusta que sosté la teulada.